# Auzainvilliers
Auzainvilliers település Franciaországban, Vosges megyében. Lakosainak száma 207 fő (2022. január 1.). Auzainvilliers Mandres-sur-Vair, Sandaucourt, Belmont-sur-Vair, Bulgnéville és Dombrot-sur-Vair községekkel határos.

## Népesség
A település népességének változása:
| Lakosok száma | 218  | 220  | 229  | 228  | 230  | 234  | 240  | 224  | 207  |
|               | 2013 | 2015 | 2016 | 2017 | 2018 | 2019 | 2020 | 2021 | 2022 |